# Zhangzhou

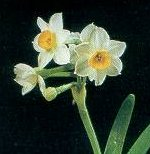
Chinesische Narzisse

Zhangzhou (chinesisch 漳州市, Pinyin Zhāngzhōu shì, veraltet nach Post Changchew) ist die südlichste der neun bezirksfreien Städte der chinesischen Provinz Fujian. Sie ist in China bekannt als Stadt der Narzissen (水仙花,  shuixianhua).
Zhangzhou hat eine Küstenlinie von 680 Kilometer Länge mit vielen natürlichen Tiefwasserhäfen. Es grenzt an die Nachbarprovinz Guangdong im Südwesten und an die Stadt Xiamen im Nordosten. Außerdem hat es über die Lage an der Taiwanstraße Zugang zum Pazifik. Zhangzhou ist in China bekannt für den Anbau einer Reihe von tropischen Früchten und Blumen.

## Ethnische Gliederung der Bevölkerung von Zhangzhou (2000)
Zhangzhou hat eine Fläche von 13.581 km². Beim Zensus 2000 wurden 4.581.675 Einwohner gezählt (entspricht einer Bevölkerungsdichte von 55,89 Einw./km²).
| Name des Volkes | Einwohner | Anteil  |
| --------------- | --------- | ------- |
| Han             | 4.523.718 | 98,74 % |
| She             | 50.534    | 1,1 %   |
| Tujia           | 2.151     | 0,05 %  |
| Miao            | 1.396     | 0,03 %  |
| Bouyei          | 589       | 0,01 %  |
| Hui             | 549       | 0,01 %  |
| Zhuang          | 480       | 0,01 %  |
| Sonstige        | 2.258     | 0,05 %  |

Beim Zensus 2010 lag die Einwohnerzahl bei 4.809.983; im eigentlichen städtischen Siedlungsgebiet von Zhangzhou lebten 614.700 Menschen.

## Wirtschaft
- Bruttoinlandsprodukt gesamt: 53,5 Milliarden Renminbi
- Bruttoinlandsprodukt pro Kopf: 11.749 Renminbi
- Exporte: 778 Millionen US-Dollar
- Importe: 447 Millionen US-Dollar

Zahlen: Fujian Statistical Yearbook 2003 (Zahlen von 2002)

## Tourismus, Geschichte
Im Jahr 2002 besuchten 33.818 Touristen die Stadt Zhangzhou. Besondere Sehenswürdigkeiten sind die Insel Dongshan und die Zhao-Residenz. Zhangzhou ist die Heimat vieler Überseechinesen und Taiwaner. Ein Drittel der Bevölkerung Taiwans stammt ursprünglich aus Zhangzhou. Außerdem stammen auch die Vorfahren der Politiker Corazon Aquino und Lee Kuan Yew aus dieser Region.

## Kulturzentrum
Im Dezember 2012 gewann der deutsche Architekt Stephan Braunfels einen Wettbewerb für die Errichtung eines Kulturzentrums der Stadt. Der Entwurf wird durch Anklänge an die traditionellen Wehrbauten des Volks der Hakka, die Tulou, geprägt, ohne jedoch die Wehrhaftigkeit widerzuspiegeln.

## Administrative Gliederung Zhangzhous

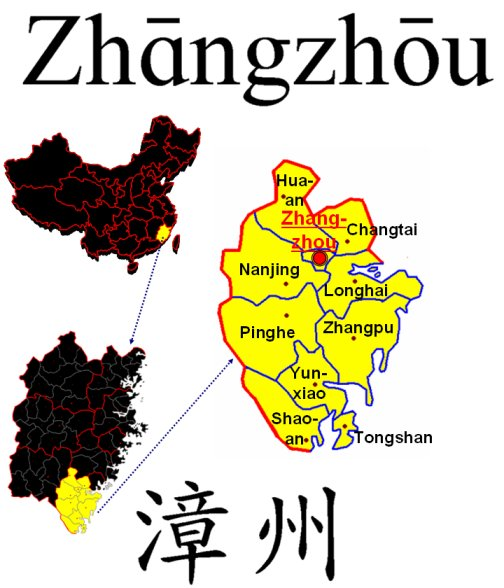
Administrative Gliederungen der Stadt Zhangzhou

Die bezirksfreie Stadt Zhangzhou wird auf Kreisebene aus vier Stadtbezirken, und sieben Kreisen gebildet (Stand: 2021, Einwohnerzahlen aus der Volkszählung 2020):
- der Stadtbezirk Xiangcheng – 芗城区 Xiāngchéng Qū: 264 km², 638.060 Einwohner, Bevölkerungsdichte 2.421 Einw./km²
- der Stadtbezirk Longwen – 龙文区 Lóngwén Qū: 113 km², 301.883 Einwohner, Bevölkerungsdichte 2.676 Einw./km²
- der Stadtbezirk Longhai – 龙海区 Lónghǎi Qū: 1.387 km², 952.000 Einwohner, Bevölkerungsdichte 686 Einw./km²
- der Stadtbezirk Changtai – 长泰区 Chángtài Qū, Hauptort: Großgemeinde Wu'an (武安镇), 900 km², 228.235 Einwohner, Bevölkerungsdichte 254 Einw./km²
- der Kreis Yunxiao – 云霄县 Yúnxiāo Xiàn, Hauptort: Großgemeinde Yunling (云陵镇), 1.143 km², 411.558 Einwohner, Bevölkerungsdichte 360 Einw./km²
- der Kreis Zhangpu – 漳浦县 Zhāngpǔ Xiàn, Hauptort: Großgemeinde Sui’an (绥安镇), 2.394 km², 847.535 Einwohner, Bevölkerungsdichte 354 Einw./km²
- der Kreis Zhao’an – 诏安县 Zhào'ān Xiàn, Hauptort: Großgemeinde Nanzhao (南诏镇), 1.405 km², 560.969 Einwohner, Bevölkerungsdichte 399 Einw./km²
- der Kreis Dongshan – 东山县 Dōngshān Xiàn, Hauptort: Großgemeinde Xipu (西埔镇), 432 km², 219.511 Einwohner, Bevölkerungsdichte 508 Einw./km²
- der Kreis Nanjing – 南靖县 Nánjìng Xiàn, Hauptort: Großgemeinde Shancheng (山城镇), 1.956 km², 305.259 Einwohner, Bevölkerungsdichte 156 Einw./km²
- der Kreis Pinghe – 平和县 Pínghé Xiàn, Hauptort: Großgemeinde Xiaoxi (小溪镇), 2.310 km², 455.042 Einwohner, Bevölkerungsdichte 197 Einw./km²
- der Kreis Hua’an – 华安县 Huá'ān Xiàn, Hauptort: Großgemeinde Huafeng (华丰镇), 1.278 km², 134.276 Einwohner, Bevölkerungsdichte 105 Einw./km²

## Persönlichkeiten
- Zheng Shanjie (* 1961), Politiker
- Liu Xiaolong (* 1988), Badmintonspieler
- Lu Yunxiu (* 1996), Windsurferin
- Han Chengkai (* 1998), Badmintonspieler